# 名古屋市愛岐処分場

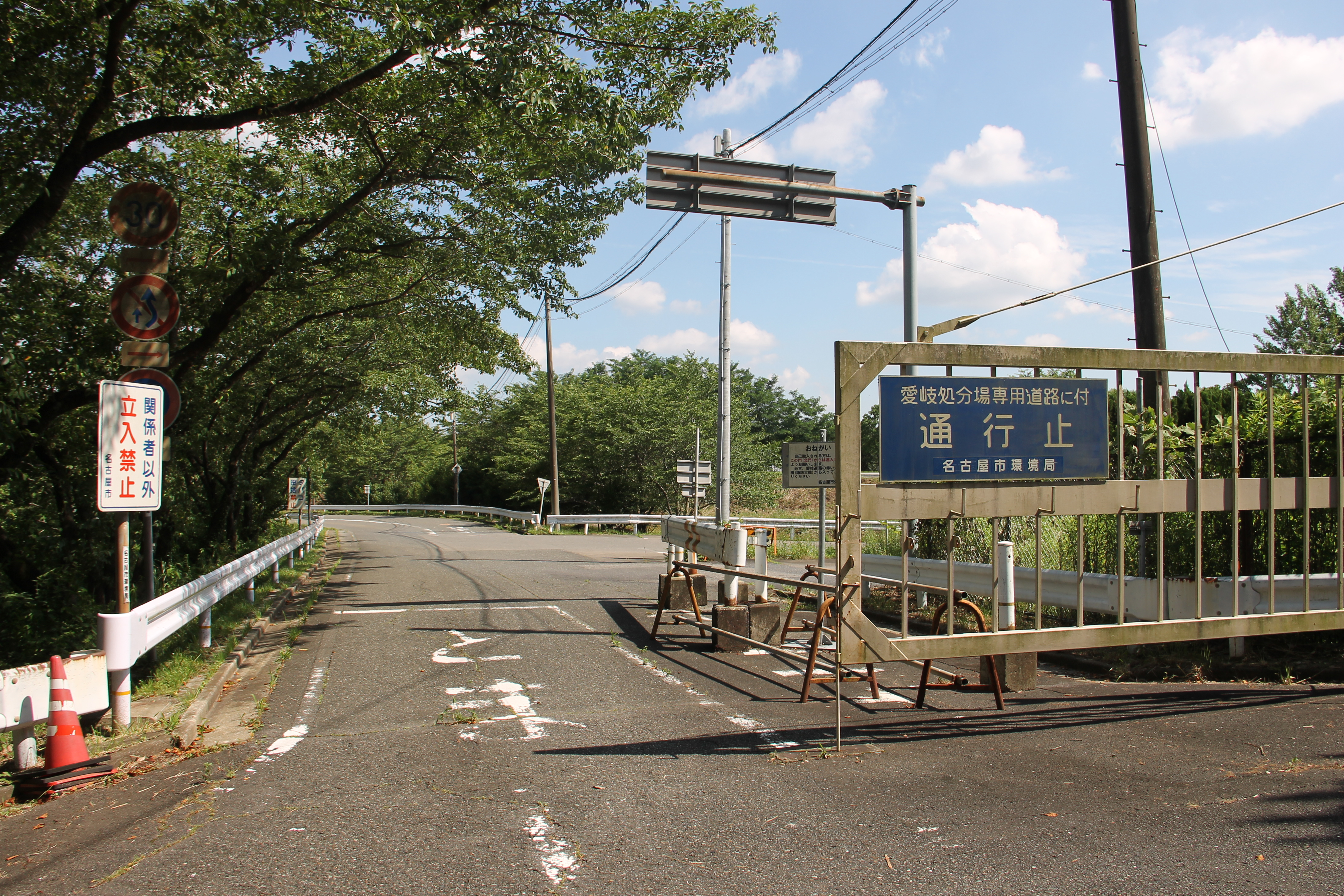
愛岐処分場北門

名古屋市愛岐処分場（なごやしあいぎしょぶんじょう）は、名古屋市が岐阜県多治見市諏訪町に設置したごみの最終処分場。

## 沿革
名古屋市内で毎日大量に発生する廃棄物の埋め立て処分を行う処理場の用地を確保するため、ごみの処理行政を担う名古屋市清掃局は1973年（昭和48年）、局内に用地課を新設した。処理場の用地ははじめ市内に求めたが、最低10年は埋め立てが可能な大規模用地を探すことは既に困難であり、市外・県外へとその調査の足を延ばすこととなった。
幸いにして1977年（昭和52年）、岐阜県多治見市諏訪町地内の山林を用地として確保することができた。翌年4月には、地元自治体である多治見市との協議が開始され、1978年（昭和53年）10月21日には順調に諏訪町内会との協定調印にこぎつけることができた。
1979年（昭和54年）2月1日には、名古屋市とともに多治見市のごみも受け入れる処理場として、2市間で廃棄物処理協定が締結された。同年4月に処理場の建設が開始され、1982年（昭和57年）7月に利用が開始された。
処分場の面積は109ヘクタールであったが、埋め立て用地はこのうちの約30ヘクタールに限り、さらに約10ヘクタールを公害防止施設や管理棟用地とすることとし、残りの用地は全て緑地帯として残すこととなった。
天白中継所を活用し、不燃ごみなどを圧縮し、コンテナで輸送するなど、輸送効率を改善する取り組みも行われた。